# 소닉 프라임
《소닉 프라임》(ソニックプライム, Sonic Prime)은 넷플릭스에서 스트리밍되는 소닉 더 헤지혹 시리즈의 미국, 캐나다 합작 3D/CGI 애니메이션. 2022년 12월 15일 8화까지 시즌 1이 공개되었고 2023년 7월 13일 시즌 2가 공개되었으며 2024년 1월 11일 시즌 3가 공개되었다.

## 등장인물
- 소닉 더 헤지혹(데븐 맥/ 엄상현 / 카네마루 준이치)
- 마일즈 테일즈 프로워(애슐리 볼 / 조현정 / 히로하시 료)
- 너클즈 디 에키드나(애덤 누라다 / 홍범기 / 칸나 노부토시)
- 에이미 로즈(섀넌 챈켄트 / 강새봄 / 카와타 타에코)
- 닥터 에그맨(브라이언 드러먼드 / 황창영 / 나카무라 코타로)
- 루즈 더 뱃(카즈미 애번스 / 이새벽 / 오치아이 루미)
- 빅 더 캣(이언 핸린 / 황창영 / 나가사코 타카시)
- 섀도우 더 헤지혹(이언 핸린 / 정재헌 / 유사 코지)